# Tomentella pellicularioides
Tomentella pellicularioides är en svampart som beskrevs av Wakef. 1966. Tomentella pellicularioides ingår i släktet Tomentella och familjen Thelephoraceae.   Inga underarter finns listade i Catalogue of Life.